# Snake (reka)
Snake  je ena daljših rek v ZDA. 1670 km dolga reka teče po ozemlju štirih ameriških zveznih držav (Idaho, Oregon, Washington in Wyoming) in je glavni pritok reke Kolumbije.